# Грегг Оллмен
Греґґ Оллмен (англ. Gregory LeNoir "Gregg" Allman (Грегорі Ленуар Оллмен), 8 грудня 1947, Нешвілл, Теннессі — 27 травня 2017, Савана, Джорджія — американський співак та музикант, більш відомий як лідер-вокаліст,  органіст та автор пісень заснованої його братом Дуейном групи The Allman Brothers Band.

## Досягнення
Музикант також мав активні сольні виступи, тому мав успіхи.
Його найуспішніша сольна пісня —  «I'm No Angel» в 1987 році посіла 49 місце в рейтингу в Billboard Hot 100.
На думку критиків, сольні роботи Грегга більш душевні, ніж з групою, і, як пише музичний сайт AllMusic, «менш сфокусовані на високоваттній віртуозності».
Журнал «Rolling Stone» під 70-м номером включив Грегга Оллмана в свій список «100 найкращих співаків усіх часів».

## Дискографія
- Див. «Gregg Allman § Discography» в англійському розділі.

Студійні
- Laid Back  (1973)
- Playin 'Up a Storm' '(1977)
- I'm No Angel  (1987)
- Just Before The Bullets Fly  (1988)
- Searching for Simplicity  (1997)
- Low Country Blues  (2011)
- Southern Blood  (2017)

Live
- The Gregg Allman Tour (1974)
- Gregg Allman Live: Back to Macon, GA (2015)

## Смерть
Музикант помер 28 травня 2017 року, як зазначили музиканти гурту на сторінці «…мирною смертю у себе вдома в Савані, штат Джорджія». Також вони відзначили, що в останні роки їх лідер часто хворів і у нього були серйозні проблеми зі здоров'ям.